# シャイ・ハルード (バンド)
シャイ・ハルード（Shai Hulud）は、アメリカ合衆国のメタルコア・バンドである。バンド名の由来はフランク・ハーバート原作の小説、『デューン』に登場する怪物の名前から。大半の作詞・作曲はマット・フォックス（ギター）およびマシュー・フレッチャー（ベース）が担当している。

## 来歴

### 結成～デビューまで
1995年にマット・フォックス、デイヴ・シルバー、ダミアン・モイヤル、ジェイソン・レダーマン、オリヴァー・チャッポイの5人で結成。しかし、確執からジェイソン・レダーマンが脱退したため、次のドラマーを探すことになる。その後、マットと顔見知りであった元ストロングアームのスティーヴ・クライサスが加入。メンバーの揃ったバンドは6曲入りのデモを作成した。
そのデモがアンブロークンのベーシスト、ロブ・モランの目に留まり、彼の手引きでリヴェレイション・レコードと契約を果たす。会社はバンドのデモを気に入っていたが、バンド名が覚えにくいという理由で改名を提案していた。1996年のハロウィンに最初のライブを行うものの、リスナーは50人に満たなかった。
ボーカルのダミアン・モイヤルがリヴェレイション・レコードとの契約時に脱退すると、バンドは当時まだ14歳だったチャド・ギルバートを新メンバーに迎えた。1996年の秋にバンドは新たなレコードの製作に入り、翌年の1997年2月に3曲入りのデビューEP『A Profound Hatred Of Man』をリリースする。当初、5000枚のコピーが作成されたが、「Shai Halud」などのスペルミスが目立ったという。

### ファースト・アルバム発表～ニューヨークへの移転
同年、チャドはニュー・ファウンド・グローリーとしての活動に傾きがちになり、バンドに早くも暗雲が立ち始めた。そんな状況下で、バンドは8月から次の作品のレコーディングに取り掛かり始める。9月にレコーディングが終了し、11月にファースト・アルバム『Hearts Once Nourished with Hope and Compassion』をリリースする。翌1998年にはシャドウズ・フォールやカンニバル・コープスらと共に全米を廻るツアーを行った。さらに11月にはニューヨークのインディシジョンと共にスプリット・アルバム『The Fall of Every Man』をリリースした。
しかし、バンドの名声が上がるにつれて何人かのメンバーがモチベーションの低下を訴え始める。1998年、オリヴァー・チャッポイはバンドを去る決意を固め、翌1999年1月に後任としてマシュー・フレッチャーが加入。彼は1997年にシャイ・ハルードのライブを観に来ていた。
スティーヴ・クライサスが家庭の都合でバンドを脱退すると、立て続けにチャド・ギルバートもニュー・ファウンド・グローリーでの活動に専念するため脱退。怪しい雲行きのままバンドはヨーロッパ・ツアーを敢行、新たなボーカリストをガート・ヴァン・デル・ヴェルデが担当した。バンドは帰国後も活動を継続する意向でいたが、デイヴ・シルバーはすでに帰国に合わせてバンドを去る準備をしていた。2000年1月、マットの友人であるジャレッド・アレンが後任のベーシストとして参加することになった。その後、アナザー・ヴィクティムとのスプリット『A Whole New Level of Sickness』およびメタリカのトリビュート『Crush 'Em All Vol. 1』のレコーディングを開始、どちらも同年3月にリリースされた。レコーディングにはスパイキー・ゴールドバックとバンドを離れていたスティーヴが参加している。その後、バンドは2001年に活動の拠点をニューヨーク・ポキプシーに移している。

### セカンド・アルバム発表～メンバーの変遷
2002年、ジャレッド・アレンがバンドを去ったため、マシュー・フレッチャーがギターからベースに転向している。翌2003年5月にセカンド・アルバム『That Within Blood Ill-Tempered』をリリース。このアルバムは、メディアへの露出がほとんどない状態でビルボードのインディー・チャートで39位にランクインを果たしている。アルバムの製作にあたって、バンドは正式なドラマーを探しており、レコーディングにはトニー・ティンタリが参加した。アルバムのリリース後、ギタリストのマット・キャニングをメンバーに加え、世界ツアーを敢行した。しばらくした後、ボーカリストのガート・ヴァン・デル・ヴェルデが脱退し、他バンドやソロ・プロジェクトへ活動の場を移した。ギタリストのマット・キャニング、ドラマーのトニー・ティンタリも同様の理由でバンドを去ってしまう。その後、ドラマーのアンドリュー・ゴームリー、また元ボーカリストのチャド・ギルバートがそれぞれサポートとして参加することになった。多くの人々が解散を噂するなか、バンドは自身のホームページで活動の継続を主張し、さらにバンド名をワームス・オブ・レッド・ブラッドへ改名することになった。また次なるデモ音源のレコーディングのためのボーカリストの募集を始めた。2005年には未発表音源やライブ音源などを収録した『A Comprehensive Retrospective: Or How I Learned to Stop Worrying and Release Bad and Useless Recordings』をリリースした。

### サード・アルバム発表～来日ツアー
2006年早々、バンドはエリック・デロンをドラム&ボーカルとして迎え、3曲入りのデモを作成した（前ボーカルのガートもフィーチャリングで参加）。また、3月には、前々から騒がれていた改名提案を取り消し、引き続きシャイ・ハルードとして活動することを報告した。6月、バンドは名門レーベルのメタル・ブレイド・レコーズへ移籍する。その後、移籍後初のアルバムとなる『ミサンスロピー・ピュア』を5月にリリース。ビルボードチャートではインディー・アルバム部門で35位にランクインし、前作に引き続きチャート入りを果たした。メンバーの穴埋めには元アンアースのマイク・ジャスティンやチャズ・キシックらが参加した。また前ボーカルのガートが2009年の来日ツアーのために復帰し、パークウェイ・ドライヴやCrystal Lakeと共に全国を周った。さらに前ボーカルであったチャドの所属するニュー・ファウンド・グローリーとのスプリット『Not Without a Heart Once Nourished by Sticks and Stones Within Blood Ill-Tempered Misanthropy Pure Gold Can Stay』を、お互いのライブ会場にて500枚限定で販売した。

### 4枚目のアルバム発表～現在
2011年2月2日から19日にかけて、17日間に及ぶ全米ツアーを敢行した。さらにニュー・ファウンド・グローリーで活動していた前ボーカリストのチャドを迎えての新作アルバムの製作を開始する。そして2年後の2013年2月に4枚目のスタジオ・アルバム『リーチ・ビヨンド・ザ・サン』をリリースし、現在に至る。

## ディスコグラフィ

### スタジオ・アルバム
- Hearts Once Nourished with Hope and Compassion (1997年)
- That Within Blood Ill-Tempered (2003年)
- 『ミサンスロピー・ピュア』 - Misanthropy Pure (2008年)
- 『リーチ・ビヨンド・ザ・サン』 - Reach Beyond the Sun (2013年)